# Mel Odom
Melvin Lewis Odom, III  (* 16. Dezember 1957 in Kalifornien) ist ein US-amerikanischer Science-Fiction- und Fantasy-Schriftsteller.

## Biografie
Odom absolvierte die Byng High School in Byng, Oklahoma im Mai 1976 und schloss später in Ada, Oklahoma auf der East Central University mit einem Bachelor in Englisch ab. Er unterrichtet Bachelor-Kurse am Gaylord College of Journalism and Mass Communication im Programm für professionelles Schreiben an der University of Oklahoma. Er lebt in Moore, Oklahoma, mit seiner Frau und fünf Kindern. 1998 hatte er begonnen, eine Kampagne von AD&D mit den beiden ältesten Kindern zu spielen.

## Karriere
Odom verkaufte sein erstes Buch im Januar 1988 und schrieb in den nächsten zehn Jahren dutzende weitere Bücher. Er schrieb zwei Romane im Rahmen des fiktiven Universums der F.R.E.E.Lancers für TSR und deren Top Secret Rollenspiels. Es folgte 1998 ein erster Roman, The Lost Library of Cormanthyr im Rahmen der Forgotten Realms, In der gleichen Welt spielte seine Trilogie Threat from the Sea.
Odom hat Dutzende von Romanen in verschiedenen Bereichen geschrieben – Action-Abenteuer, Computerspiel-Strategie-Anleitungen, Fantasy, Horror, Romane für Jugendliche, Romanfassungen zu Filmen, Science-Fiction sowie Comics. Bekannt wurde er durch seine Serien The Rover und Left Behind Apocalypse. Er schrieb Romane im Rahmen der Fernsehserien Roswell, Sabrina – Total Verhext! und Buffy – Im Bann der Dämonen.
Eine seiner bekanntesten Fantasy Romane ist The Rover (2001), der im Jahr 2002 einen Alex Award gewann. Dieser Preis wird von der American Library Association an Romane für Erwachsene, die auch junge Leser ansprechen verliehen. Von dieser High-Fantasy-Serie sind seitdem drei Fortsetzungen erschienen: Destruction of the Books (2004), Lord of the Libraries (2005) und The Quest for the Trilogy (2007).
Es ist bekannt, dass er unter mehreren Pseudonymen geschrieben hat, unter anderem Jordan Gray. Darüber hinaus hat Odom unter Pseudonym für Don Pendleton mehrere Romane zu Der Mafia-Killer geschrieben, einer Action-Adventure-Serie.
Am 7. Februar 2015 wurde bekannt gegeben, dass Odom den neuen Begleitroman zum kommenden Spiel Shadowrun: Hong Kong schreiben wird. Der Roman sollte zeitgleich mit dem Spiel im Dezember 2015 erscheinen. Shadowrun: Hong Kong ist das dritte Crowdfunding-Spiel, das im Shadowrun-Universum des Spieleentwicklerstudios Harebrained Schemes spielt.

## Bibliografie (Auswahl)

### Romane

#### Shadowrun
- Preying for Keeps, Roc / New American Library 1996, ISBN 0-451-45374-3
  - Auf Beutezug, Heyne 1996, Übersetzer Christian Jentzsch, ISBN 3-453-11900-2
- Headhunters, Roc / New American Library 1997, ISBN 0-451-45614-9
  - Kopfjäger, Heyne 1998, Übersetzer Christian Jentzsch, ISBN 3-453-13996-8
- Run Hard, Die Fast, Roc / New American Library 1999, ISBN 0-451-45737-4
  - Runner sterben schnell, Heyne 2001, Übersetzer Christian Jentzsch, ISBN 3-453-17954-4
- Deniable Assets, Catalyst Game Labs 2016, ISBN  978-1936876846
  - Ein ganz normaler Auftrag, Pegasus 2017, ISBN 978-3957890993

#### BattleTech
- By Blood Betrayed, Roc / New American Library 1999, ISBN 0-451-45766-8 (mit  Blaine Lee Pardoe)
  - Blutsverrat, Heyne 2000, Übersetzer Reinhold H. Mai, ISBN 978-3890645612

#### F.R.E.E.Lancers
- F.R.E.E.Lancers, TSR 1995, ISBN 0-7869-0113-6
- F.R.E.E.Fall, TSR 1996, ISBN 0-7869-0493-3

#### Buffy – Im Bann der Dämonen/Angel
- Unnatural Selection, Archway / Pocket Books 1999, ISBN 0-671-02630-5
- Redemption, Pocket Pulse 2000, ISBN 0-671-04146-0
- Revenant, Pocket Pulse 2001, ISBN 0-7434-0035-6
- Bruja, Pocket Pulse 2001, ISBN 0-7434-0701-6
- Crossings, Simon Pulse 2002, ISBN 0-7434-2734-3
- Image, Simon Pulse 2002, ISBN 0-7434-2750-5
- Cursed, Simon Pulse 2003, ISBN 0-689-86437-X

#### Might and Magic
- The Sea of Mist, HarperEntertainment 2001, ISBN 0-06-103163-1

#### The Rover
- The Rover, Tor 2001, ISBN 0-312-87882-6
  - Die Halblinge, Blenvalet 2007, Übersetzer Hans Link, ISBN 978-3-442-24498-0
- The Destruction of the Books, Tor 2004, ISBN 0-765-30723-5
  - Das Buch der Halblinge, Blenvalet 2008, Übersetzer Hans Link, ISBN 978-3-442-36958-4
- Lord of the Libraries, Tor 2005, ISBN 0-765-30724-3
  - Die Gefährten der Halblinge, Blenvalet 2008, Übersetzer Hans Link, ISBN 978-3-442-36959-1
- Boneslicer, Tor 2008, ISBN 978-0-7653-5425-9
- Seaspray, Tor 2008, ISBN 978-0-7653-5426-6
- The Quest for the Trilogy: A Rover Novel of Three Adventures, Tor 2007, ISBN 0-765-31517-3
  - Das Schicksal der Halblinge, Blenvalet 2009, Übersetzer Hans Link, ISBN 978-3-442-36960-7

#### Identity Trilogie
- Android: Golem, Fantasy Flight Games 2011, ISBN 978-1-61661-342-6
- Android: Mimic, Fantasy Flight Games 2011, ISBN 978-1-61661-697-7
- Android: Rebel, Fantasy Flight Games 2014, ISBN 978-1-61661-895-7

#### Diablo
- Diablo: The Black Road, Pocket Books 2002, ISBN 0-7434-2691-6
  - Diablo: Der dunkle Pfad, Pannini 2003, Übersetzer Ralph Sander, ISBN 3-89748-704-7

#### Hunter's League
- A Conspiracy Revealed, Simon Pulse 2005, ISBN 0-689-86608-9
- The Mystery Unravels, Simon Pulse 2005, ISBN 0-689-86633-X
- The Secret Explodes, Simon Pulse 2005, ISBN 0-689-86634-8
- His Legacy Avenged, Simon Pulse 2006, ISBN 0-689-86635-6

#### Rogue Angel
als Alex Archer
- 1. Destiny, Gold Eagle / Worldwide Library 2006, ISBN 0-373-62119-1
- 3. The Spider Stone, Gold Eagle / Worldwide Library 2006, ISBN 0-373-62121-3
- 5. Forbidden City, Gold Eagle / Worldwide Library 2007, ISBN 978-0-373-62123-1
- 7. God of Thunder, Gold Eagle / Worldwide Library 2007, ISBN 978-0-373-62125-5
- 10. Serpent's Kiss, Gold Eagle / Worldwide Library 2008, ISBN 978-0-373-62128-6
- 13. Gabriel's Horn, Gold Eagle / Worldwide Library 2008, ISBN 978-1-4268-1953-7
- 36. Magic Lantern, Gold Eagle / Worldwide Library 2012, ISBN 978-0-373-62156-9
- 40. The Third Caliph, Gold Eagle / Worldwide Library 2013, ISBN 978-0-373-62160-6
- 43. Clockwork Doomsday, Gold Eagle / Worldwide Library 2013, ISBN 978-0-373-62163-7
- 51. The Pretender's Gambit, Gold Eagle / Worldwide Library 2014, ISBN 978-0-373-62171-2
- 57. Mystic Warrior, Gold Eagle / Worldwide Library 2015, ISBN 978-1-4603-8538-8

#### Hellgate: London
- Exodus, Pocket Star Books 2007, ISBN 1-4165-4614-6
  - Exodus, Panini 2007, Übersetzer Jan Dinter, ISBN 978-3-8332-1646-6
- Goetia, Pocket Star Books 2008, ISBN 978-1-4165-5332-8
  - Goetia, Panini 2008, Übersetzer Mick Schnelle, ISBN 978-3-8332-1746-3
- Covenant, Pocket Star Books 2008, ISBN 978-1-4165-2581-3
  - Allianz, Panini 2009, Übersetzer Mick Schnelle, ISBN 978-3-8332-1784-5

#### Forgotten Realms
- The Lost Library of Cormanthyr, TSR 1998, ISBN 0-7869-0735-5
- Rising Tide, TSR 1999, ISBN 0-7869-1312-6
- Under Fallen Stars, TSR/Wizards of the Coast 1999, ISBN 0-7869-1378-9
- The Sea Devil's Eye, Wizards of the Coast 2000, ISBN 0-7869-1638-9
- The Jewel of Turmish, Wizards of the Coast 2002, ISBN 0-7869-2698-8
- Wrath of the Blue Lady, Wizards of the Coast 2009, ISBN 978-0-7869-5192-5

#### Deathlands
als James Axler
- 35. Bitter Fruit, Gold Eagle / Worldwide Library 1997, ISBN 0-373-62535-9
- 38. The Mars Arena, Gold Eagle / Worldwide Library 1997, ISBN 0-373-62538-3
- 42. Way of the Wolf, Gold Eagle / Worldwide Library 1998, ISBN 0-373-62542-1
- 45. Starfall, Gold Eagle / Worldwide Library 1999, ISBN 0-373-62545-6